# Piketon
Piketon is een plaats (village) in de Amerikaanse staat Ohio, en valt bestuurlijk gezien onder Pike County.

## Demografie
Bij de volkstelling in 2000 werd het aantal inwoners vastgesteld op 1907.
In 2006 is het aantal inwoners door het United States Census Bureau geschat op 1986, een stijging van 79 (4.1%).

## Geografie
Volgens het United States Census Bureau beslaat de plaats een oppervlakte van
5,3 km², waarvan 5,2 km² land en 0,1 km² water. Piketon ligt op ongeveer 236 m boven zeeniveau.

## Plaatsen in de nabije omgeving
De onderstaande figuur toont nabijgelegen plaatsen in een straal van 28 km rond Piketon.